# Alessandro Argenton
Alessandro Argenton, né le 11 février 1937 à Cividale del Friuli et mort le 7 janvier 2024 à Bologne (Émilie-Romagne), est un cavalier italien spécialiste du concours complet en équitation.

## Biographie

### Carrière sportive
Alessandro Argenton participe à cinq éditions des Jeux olympiques : 1960, 1964, 1968, 1972 et 1976. 
En 1972, il remporte la médaille d'argent dans l'épreuve du concours complet individuel. Il est à noter que lors des Jeux olympiques d'été de 1964, l’équipe italienne de concours complet, dont fait partie Alessandro Argenton, remporte le titre olympique mais la médaille n’est attribuée qu’aux trois meilleurs cavaliers de chaque nation.

### Vie privée
Alessandro Argenton meurt à Bologne le 7 janvier 2024 à l’âge de 86 ans.

## Palmarès
- Jeux olympiques de 1972 à Munich,  Allemagne
  -  Médaille d'argent.